# ソニー・オリンパスメディカルソリューションズ
ソニー・オリンパスメディカルソリューションズ株式会社（英: Sony Olympus Medical Solutions Inc.）は、東京都八王子市に本社を置く、日本の医療機器メーカー。
ソニーイメージングプロダクツ&ソリューションズとオリンパスの合弁企業で、出資比率はソニーが51％を握るが、開発や販売ではノウハウを生かしオリンパスが主導、本社もオリンパス技術開発センターに近接した八王子市に置く。

## 概要
ソニーが開発している4K解像度技術、3次元技術を採用した高解像度新型外科用内視鏡とそのモニターなど関連商品、医療画像の配信等の統合ソリューション事業を大きな戦略とする方針。
オリンパスの医療事業で展開してきた外科用内視鏡関連製品も、引き続き事業を継続する。
ソニーは医療分野で、2020年までに2000億円の売上を上げることを目標とした。初代社長には、ソニーメディカル事業ユニット副本部長も歴任し、ソニー業務執行役員SVPの勝本徹が就任した。

## 年表
- 2012年（平成24年）9月：ソニーとオリンパスで設立に向けた合意
- 2013年（平成25年）4月16日：設立